# 高多仏
高多仏（こうたぶつ、生没年不詳）は、渤海国の使節の首領。
810年5月、帰国を目前にして使節団から脱走して、越前国にとどまり、いわば亡命した。その後、越中国に移されて、史生の羽栗馬長と習語生らに渤海語を教習した。その後、高多仏は帰化して高庭高雄を名乗る。
亡命事件について、「このときも越前の官人のなかに、渤海語を解するか、もしくは漢字による筆談の可能であった人物がいたに違いない。意志の疎通のまったく不可能な状態で、使節団からの脱走がありえたとは考えられないからである」とする見解があるが、伊藤英人は、「平安初期の越前と渤海の頻繁な交流を勘案すれば越前の官人中に渤海語を解する者があった可能性は否定できない」とする。